# Pattino ad aria
Un pattino ad aria è un dispositivo pneumatico di sollevamento e trasporto, che si usa per muovere carichi pesanti su superfici piane e non porose. Il funzionamento è simile a quello di un hovercraft, perché utilizza un sottile strato d'aria sul quale galleggia a pochissima distanza dal suolo. Dell'aria compressa viene insufflata in una sacca di forma torica in elastomero e, quando la sacca è gonfia, si crea una tenuta con il suolo, che impedisce all'aria di uscire, finché questa fuoriesce fra la sacca ed il suolo, creando un film di aria sul quale il carico galleggia senza contatto con il suolo. Questo dispositivo è una derivazione di quello che equipaggiava l'Aerotreno: l'esperienza acquisita con quel progetto, dopo il suo abbandono, si è trasferita nei pattini ad aria per movimentazione industriale, per uso prevalente in ambiente coperto.

## Vantaggi
Poiché il pattino ad aria si muove praticamente senza attrito, la forza necessaria per muovere il carico è molto bassa, dell'ordine di 1 a 5 kg ogni 1.000 kg di peso. Inoltre i pattini ad aria sono omnidirezionali, nel senso che possono muoversi in qualsiasi direzione indifferentemente.

## Limiti
I pattini ad aria necessitano di una superficie liscia e non porosa per mantenersi gonfi e funzionare correttamente. Fessure ed altri difetti del pavimento possono disperdere il flusso d'aria e provocare difficoltà nell'avanzamento o anche impedire il funzionamento. Ciò limita il loro campo di applicazione prevalente ad ambiti industriali, dove ampie superfici adatte sono spesso disponibili. È anche necessaria una alimentazione di aria compressa con portata adeguata.
I pavimenti in cemento lisciato di magazzini e stabilimenti sono spesso adeguati allo scopo, eventualmente con qualche riparazione per fessure o giunti tagliati. Trattamenti con resine possono migliorare di molto la superficie, mentre per operazioni occasionali si può ricoprire il pavimento con fogli di plastica o di metallo.

## Storia
Oggi i pattini ad aria sono prodotti da diverse aziende in tutto il mondo; fra esse Hover Transport Systems (NL), Aerofilm Systems (NL), Airfloat (US), Air Caster Corp (US), AeroGo (US), Hovair (US), Solving (FI). L'azienda francese Bertin, che aveva sviluppato le prime applicazioni, non offre più questo prodotto.